# Pierre Éon de Ponthaye
Pierre Éon de Ponthaye, né le 12 février 1662, est un maire de Saint-Malo de 1722 à 1725.
Fils de Pierre, sire de Ponthaye (1614-1673) et de Marie Grave (morte en 1673). C'est un capitaine corsaire qui commande le vaisseau corsaire le Tigre en 1694/1695. Il devient maire de Saint-Malo de 1722 à 1725. 
Il épouse le 5 mai 1693 Jeanne Livardie dame de la Bréhaudais (1668-1744) : leur fille Marie Thérèse (morte en 1766) épouse en 1717 François-Joseph Guillaudeu (1687-1776) maire de Saint Malo entre 1738 et 1740.

## Source
- Gilles Foucqueron Saint-Malo 2000 ans d'histoire édité par lui même Saint-Malo 1999,  (ISBN 9782950030450), Tome I, p. 577.